# Энтерпрайз (Северо-Западные территории)
Энтерпрайз (англ. Enterprise) — деревня, входящая в Южно-Невольничий регион Северо-Западных территорий в Канаде, расположена на реке Хей между Большим Невольничьим озером и границей с Альбертой.
Энтерпрайз находится на пересечении трассы Маккензи и дороги в Йеллоунайф — столицу Северо-Западных территорий. Деревня появилась, когда были построены две станции технического обслуживания, чтобы лучше использовать эту трассу. С тех пор в деревне появился пропускной пункт, ресторан Винни и мотель. Бо́льшая часть оставшегося коммерческого региона, однако, в настоящее время закрыта.
Энтерпрайз — важное место в системе автомобильных дорог Северо-Западных территорий, так как весь транспортный поток, который направляется в два крупнейших населенных пункта, Йеллоунайф на севере и в соседний город Хей-Ривер на северо-востоке, проходит через него. Ныне на месте пропускного пункта, в самом центре населённого пункта, располагается туристический центр или центр для посетителей.

## История
С окончанием в 1948 году строительства трассы Маккензи из Гримшоу (Альберта), до реки Хей на берегу Большого Невольничьего озера, вдоль трассы было основано несколько населённых пунктов. Зимой 1948/1949 года Джек Парналл, оператор грузовых перевозок, компания которого базировалась в Хей-Ривер, открыл станцию техобслуживания на пересечении трассы и зимней дороги Миллс-Лейк, которая вела к одноимённой зоне грузовых перевозок ниже Форта-Провиденс. В конце 1950-х годов шоссе было достроено до Йеллоунайфа на северном берегу Большого Невольничьего озера, а Энтерпрайз, таким образом, приобрёл важное значение. Джерри и Мэй Эйфорд открыли здесь автомастерскую Pacific-66 в 1956 году, а Сэмми Петерсен построил мотель и универмаг в 1964 году. Данный населённый пункт представляет собой своеобразный «перевалочный пункт» для путешественников.
В 2007 году Энтерпрайз подал ходатайство об изменении статуса населённого пункта с поселения на деревню, что позволило бы расширить полномочия совета, проводить публичные голосования за мэра и самостоятельно устанавливать налог на имущество. 27 октября 2007 года прошение было удовлетворено, первым мэром стал Аллан Фламанд.

## Демография
Согласно переписи 2016 года, численность населения составила 106 человек, что на 7,1 % больше, чем в 2006 году. Было зарегистрировано 30 канадских индейцев, 10 канадских метисов и 10 инуитов. В 2017 году правительство Северо-Западных территорий сообщило, что население деревни составило 125 человек, что на 2,1 % больше, чем одиннадцать лет назад. Основными языками, помимо английского, являются северный и южный слэйви, инуиннактун (инувиалуктун) и немецкий.

## Климат
Климат субарктический, с сухой, морозной зимой и умеренно тёплым и дождливым летом. Среднегодовая температура держится на уровне ниже нуля, несмотря на относительно тёплое лето около 22 ºC. Энтерпрайз располагается в тайге. Зимние средние максимумы около −20 ºC с минимальным значением −31 ºC, что является типичной температурой для таёжных лесов к северу от прерий.
| Показатель                    | Янв.  | Фев.  | Март  | Апр.  | Май   | Июнь | Июль | Авг. | Сен.  | Окт.  | Нояб. | Дек.  | Год   |
| ----------------------------- | ----- | ----- | ----- | ----- | ----- | ---- | ---- | ---- | ----- | ----- | ----- | ----- | ----- |
| Абсолютный максимум, °C       | 10,7  | 13,9  | 15,6  | 26,0  | 33,3  | 34,0 | 35,0 | 36,7 | 30,0  | 25,4  | 15,0  | 12,2  | 36,7  |
| Средний суточный максимум, °C | −17,3 | −14,2 | −7,8  | 2,9   | 10,7  | 18,0 | 21,2 | 19,6 | 13,2  | 4,1   | −7,7  | −14,4 | −14,4 |
| Средняя температура, °C       | −21,8 | −19,6 | −13,8 | −2,7  | 5,4   | 12,5 | 16,1 | 14,6 | 8,7   | 0,5   | −11,6 | −18,8 | −2,5  |
| Средний суточный минимум, °C  | −26,2 | −24,9 | −19,8 | −8,1  | 0,0   | 7,0  | 10,9 | 9,5  | 4,1   | −3,2  | −15,4 | −23,1 | −7,4  |
| Абсолютный минимум, °C        | −47,8 | −48,3 | −44,4 | −38,9 | −20,5 | −5,6 | 0,7  | −1,1 | −11,7 | −24,3 | −40,8 | −47,2 | −48,3 |
| Норма осадков, мм             | 16,4  | 14,3  | 14,4  | 12,6  | 23,3  | 31,9 | 43,0 | 58,7 | 44,6  | 35,7  | 24,8  | 16,8  | 336,4 |
| Источник: Environment Canada  |       |       |       |       |       |      |      |      |       |       |       |       |       |